# Luka Stojković
Luka Stojković (Zagreb, 28. listopada 2003.) hrvatski je nogometaš koji igra na poziciji ofenzivnog veznog. Trenutačno igra za Dinamo Zagreb.

## Klupska karijera

### Rana karijera
Kao rođeni Zagrepčanin kao dijete preselio u Novoselec, pored Ivanić-Grada. Počeo je kao junior u Slogi Novoselec-Križ prije nego što je prešao u Naftaš Ivanić-Grad kako bi se dalje razvijao. Još kao vrlo mladog zapazila ga je Lokomotiva Zagreb.

### Lokomotiva Zagreb
Dana 19. svibnja 2021. potpisao je prvi profesionalni ugovor s Lokomotivom, sa suigračem Lukasom Kačavendom. Svoju prvu profesionalnu utakmicu odigrao je 3. travnja 2021., tijekom sezone 2020./21., protiv Hajduka. Ušao je u igru umjesto Antonija Marina tijekom susreta, koji je njegova momčad izgubila rezultatom 2:0..
Luka Stojković postigao je svoj prvi profesionalni pogodak 16. travnja 2022. u prvenstvenoj utakmici protiv Rijeke..

### Dinamo Zagreb
Stojković je prešao iz Lokomotive Zagreb u Dinamo Zagreb 22. kolovoza 2023. za 3 milijuna eura. Za Dinamo Zagreb debitirao je u utakmici doigravanja UEFA Europske lige 2023./24. u kojoj je Sparta Prag poražena 3:1.

## Reprezentativna karijera
Prvi nastup za reprezentaciju Hrvatske do 21 godine imao je 8. lipnja 2022. godine. Nastupio je na Europskom prvenstvu do 21 godine 2023. godine u Gruziji i Rumunjskoj, kada je Hrvatska ispala u skupini.

## Priznanja

### Klupska
Dinamo Zagreb
- HNL (1): 2023./24.

## Vanjske poveznice
- Luka Stojković, Hrvatski nogometni savez
- Luka Stojković, Soccerway (engl.)
- Luka Stojković, Transfermarkt (engl.)